# Honey Grove
Honey Grove is een plaats (city) in de Amerikaanse staat Texas, en valt bestuurlijk gezien onder Fannin County.

## Demografie
Bij de volkstelling in 2000 werd het aantal inwoners vastgesteld op 1746.
In 2006 is het aantal inwoners door het United States Census Bureau geschat op 1838, een stijging van 92 (5.3%).

## Geografie
Volgens het United States Census Bureau beslaat de plaats een oppervlakte van
6,9 km², waarvan 6,8 km² land en 0,1 km² water. Honey Grove ligt op ongeveer 212 m boven zeeniveau.

## Plaatsen in de nabije omgeving
De onderstaande figuur toont nabijgelegen plaatsen in een straal van 20 km rond Honey Grove.

## Geboren in Honey Grove
- Fred Newhouse (1948-2025), atleet